# Juliusz Trochimczuk
Juliusz Trochimczuk (ur. 22 kwietnia 2003 w Białymstoku) – polski niepełnosprawny pływak.

## Życiorys
Juliusz choruje na artrogrypozę. Jego pasją jest pływanie, ale interesuje się również programowaniem i tworzeniem gier. Jest absolwentem Szkoły Podstawowej Nr 14 z Oddziałami Integracyjnymi im. Kazimierza Pułaskiego i Publicznego Gimnazjum  Nr 5
z Oddziałami Integracyjnymi im. Świętego Jana Pawła II w Białysmtoku. Obecnie jest uczniem Technikum Programistycznego INFOTECH w Białymstoku.

## Wyniki
| Rok  | Zawody             | Miejscowość | Konkurencja                   | Wynik   | Pozycja    |
| ---- | ------------------ | ----------- | ----------------------------- | ------- | ---------- |
| 2021 | Mistrzostwa Europy | Madera      | 200 m stylem dowolnym (S2)    | DSQ     | 8. miejsce |
| 2021 | Mistrzostwa Europy | Madera      | 50 m stylem grzbietowym (S2)  | 1:31,68 | 8. miejsce |
| 2021 | Mistrzostwa Europy | Madera      | 100 m stylem grzbietowym (S2) | 3:08,64 | 8. miejsce |